# Jixi, Xuancheng
Jixi, tidigare romaniserat Chiki, är ett härad i Xuanchengs stad på prefekturnivå i provinsen Anhui i östra Kina.
Bland kända personer som härstammar från orten hör bland annat författaren Hu Shi och den kommunistiske politikern Hu Jintao.

## Administrativ indelning
Jixi är indelat i åtta köpingar och tre socknar.
Köpingar (zhen):

- Chang'an (长安镇)
- Fuling (伏岭镇)
- Huayang (华阳镇)
- Jinsha (金沙镇)
- Linxi (临溪镇)
- Shangzhuang (上庄镇)
- Yangxi (扬溪镇)
- Yingzhou (瀛洲镇)

Socknar (xiang):

- Banqiaotou (板桥头乡)
- Jiapeng (家朋乡)
- Jingzhou (荆州乡)